# Bujaków (Bielsko)
Pour les articles homonymes, voir Bujaków.
Bujaków (prononciation : [buˈjakuf]) est une localité polonaise de la gmina de Porąbka, située dans le powiat de Bielsko-Biała en voïvodie de Silésie.